# Ponthieva triloba
Ponthieva triloba är en orkidéart som beskrevs av Rudolf Schlechter. Ponthieva triloba ingår i släktet Ponthieva och familjen orkidéer. Inga underarter finns listade i Catalogue of Life.